# Toyota Grand Prix of Monterey 1994
Toyota Grand Prix of Monterey 1994 var ett race som var den sextonde och avslutande deltävlingen i PPG IndyCar World Series 1994. Racet kördes den 9 oktober på Laguna Seca Raceway. Paul Tracy säkrade definitivt sin tredjeplats i mästerskapet, efter att ha upprepat sin bedrift ifrån Nazareth och tagit hem sin andra raka vinst. Tracy dominerade hela helgen, och efter att ha vunnit på banan 1993, hade han på kort tid etablerat sig som en specialist på Laguna Seca. Han skulle dock aldrig mer vinna på banan. Raul Boesel slutade tvåa, medan 1994 års bästa nykomling Jacques Villeneuve rundade av sin debutsäsong med en tredjeplats. I övrigt var det mest uppmärksammade att legenden Mario Andretti körde sin sista aktiva tävling.

## Slutresultat
| Plats | Förare              | Team                     | Grid | Kvaltid  |
| ----- | ------------------- | ------------------------ | ---- | -------- |
| 1     | Paul Tracy          | Marlboro Team Penske     | 1    | 1.10,058 |
| 2     | Raul Boesel         | Dick Simon Racing        | 8    | 1.11,579 |
| 3     | Jacques Villeneuve  | Forsythe/Green Racing    | 2    | 1.11,010 |
| 4     | Emerson Fittipaldi  | Marlboro Team Penske     | 9    | 1.11,843 |
| 5     | Teo Fabi            | Jim Hall Racing          | 7    | 1.11,575 |
| 6     | Arie Luyendyk       | Indy Regency Racing      | 10   | 1.11,959 |
| 7     | Adrián Fernández    | Galles Racing            | 16   | 1.12,185 |
| 8     | Nigel Mansell       | Newman/Haas Racing       | 3    | 1.11,072 |
| 9     | Andrea Montermini   | Project Indy             | 25   | 1.13,146 |
| 10    | Dominic Dobson      | PacWest Racing           | 14   | 1.12,120 |
| 11    | Willy T. Ribbs      | Walker Racing            | 23   | 1.12,997 |
| 12    | Stefan Johansson    | Bettenhausen Motorsports | 6    | 1.11,513 |
| 13    | Robby Gordon        | Walker Racing            | 5    | 1.11,146 |
| 14    | Mark Smith          | PacWest Racing           | 13   | 1.12,102 |
| 15    | Mike Groff          | Rahal-Hogan Racing       | 24   | 1.15,006 |
| 16    | Alessandro Zampedri | Dale Coyne Racing        | 29   | 1.13,595 |
| 17    | Parker Johnstone    | Comptech Racing          | 26   | 1.13,162 |
| 18    | Franck Fréon        | Indy Regency Racing      | 27   | 1.13,239 |
| 19    | Mario Andretti      | Newman/Haas Racing       | 12   | 1.11,953 |
| 20    | Al Unser Jr.        | Marlboro Team Penske     | 4    | 1.11,129 |
| 21    | Scott Sharp         | PacWest Racing           | 20   | 1.12,281 |
| 22    | Maurício Gugelmin   | Chip Ganassi Racing      | 19   | 1.12,236 |
| 23    | Hiro Matsushita     | Dick Simon Racing        | 22   | 1.12,925 |
| 24    | Marco Greco         | Arciero Racing           | 28   | 1.13,397 |
| 25    | Eddie Cheever       | A.J. Foyt Enterprises    | 17   | 1.12,205 |
| 26    | Jimmy Vasser        | Hayhoe Racing            | 15   | 1.12,172 |
| 27    | Scott Goodyear      | Walker Racing            | 21   | 1.12,332 |
| 28    | Marco Andretti      | Chip Ganassi Racing      | 11   | 1.12,008 |
| 29    | Bobby Rahal         | Rahal-Hogan Racing       | 18   | 1.12,227 |

Följande förare kvalificerade sig inte:
- Giovanni Lavaggi
- Ross Bentley
- Jeff Wood